# Sankt Markus Sogn (Aalborg)
 For alternative betydninger, se Sankt Markus Sogn. (Se også artikler, som begynder med Sankt Markus Sogn)
Sankt Markus Sogn er et sogn i Aalborg Budolfi Provsti (Aalborg Stift).
I 1933 blev Sankt Markus Kirke opført, og Sankt Markus Sogn blev udskilt fra Vor Frue Sogn, som geografisk hørte til Fleskum Herred i Aalborg Amt. Sognet lå i Aalborg købstad, som ved kommunalreformen i 1970 blev kernen i Aalborg Kommune.